# Маланг
Мала́нг (индон. Malang; яв. ꦏꦸꦛꦩꦭꦁ / Kutha Malang) — город в индонезийской провинции Восточная Ява. Второй по населению город провинции после Сурабаи.

## История

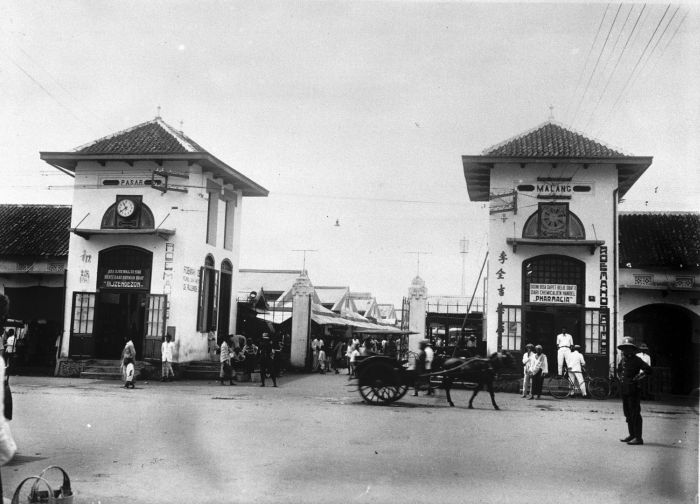
Пасар, 1930 год

Город возник в Средние века. Он был столицей государства Сингасари, затем входил в состав государства Матарам. Маланг упоминается в так называемой Надписи Динойо, созданной в 760 году. Во время голландской колонизации Индонезии Маланг, отличающийся относительно прохладным климатом, служил популярным местом отдыха европейцев. В городе сохранился район колониальной застройки европейского стиля, благодаря которому за ним закрепилось прозвище «Париж Восточной Явы».
Название города происходит от когда-то существовавшего тут индуистского храма Маланг Кучешвара, что буквально означает «Бог уничтожил ложь и утвердил истину». Храм не сохранился, его точное расположение неизвестно.

## География
К востоку от города расположен национальный парк Бромо-Тенгер-Семеру, в котором находятся действующие вулканы Бромо и Семеру. Окраина национального парка находится примерно в 20 км от Маланга (по прямой), а вулканы примерно в 30 км от города.

## Известные уроженцы
- Субандрио — министр иностранных дел Индонезии в 1957-1966 годах.

## Города-побратимы
- Печ, медье Баранья, Венгрия